# Tombolo
Tombolo é uma comuna italiana da região do Vêneto, província de Pádua, com cerca de 6.925 habitantes. Estende-se por uma área de 11 km², tendo uma densidade populacional de 630 hab/km². Faz fronteira com Cittadella, Galliera Veneta, San Giorgio in Bosco, San Martino di Lupari, Villa del Conte.

## Demografia
| Variação demográfica do município entre 1861 e 2011                               |
|                                                                                   |
| Fonte: Istituto Nazionale di Statistica (ISTAT) - Elaboração gráfica da Wikipedia |